# Jakob Wagner (Politiker, 1868)
Jakob Wagner (* 3. August 1868 in Schabo; † 30. April 1954 in Dettingen unter Teck) war ein rumänischer Politiker der deutschen Minderheit.

## Leben
Wagners Vorfahren stammten aus Balingen. Er besuchte die Werner-Zentralschule in Sarata und wurde Volksschullehrer in Klöstitz, Akkerman, Odessa sowie Hochheim auf der Krim. 1895 kehrte er zur gesundheitlichen Erholung in seinen Geburtsort zurück, wo er als Landwirt und Winzer arbeitete.
Von 1920 bis 1921 war Wagner Abgeordneter im rumänischen Parlament. 1926 wurde er dann von den Gemeinderäten des Akkermaner Kreises zum Senator gewählt. 1940 wurde er nach Mährisch Chrostau umgesiedelt, später in Untersuschitz (Untersteiermark) angesiedelt. 1941 wurde er ins Deutsche Reich eingebürgert, 1943 trat er der NSDAP bei (Mitgliedsnummer 9.586.570). Nach 1945 lebte er in Lausanne und ab 1950 in einem Altersheim in Dettingen unter Teck.